# La storia di Kullervo
La storia di Kullervo (The Story of Kullervo) è una versione in prosa del ciclo di Kullervo, parte nel poema epico careliano e finlandese Kalevala, scritto da J. R. R. Tolkien quando era studente all'Exeter College di Oxford, dal 1914 al 1915.
La storia di Kullervo, curata da Verlyn Flieger, è stata edita una prima volta nel 2010 sulla rivista Tolkien Studies e poi pubblicata in forma di libro nell'agosto 2015 da HarperCollins.